# 食卓の賢人たち

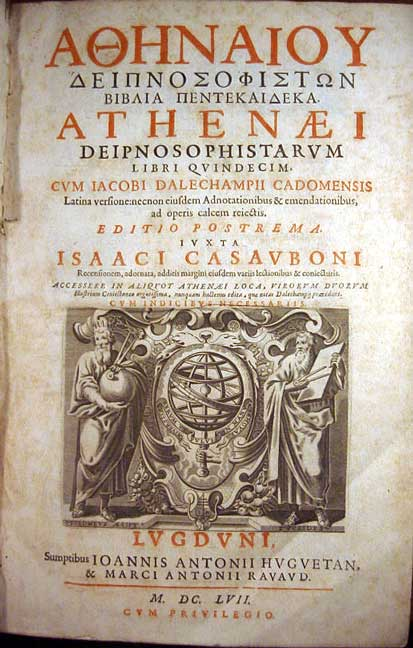
1657年に出版された「デイプノソフィスタイ」の口絵

『食卓の賢人たち』（しょくたくのけんじんたち、古代ギリシア語: Δειπνοσοφισταί、デイプノソフィスタイ）は、ギリシア語の散文作家、雄弁家、文法家のアテナイオスが2世紀頃に書いた著作。全15巻。

## 概要
アテナイオスが、裕福な友人であるラレンシスが催した宴の様子を、聞き手であるティモクラテスに語ったもの。アテナイオスは、プラトン『饗宴』の構成を意識したと語っている。宴に出された料理について、食通の列席者たちが食材、食べ方、関連する先人の著作などについて蘊蓄を傾けている。記述によると、この宴は4日間にわたって続いた。話題は食物にかぎらず、各地の宴、歌舞音曲、文芸、セクシュアリティーなども取り上げられている。
主な語り手は、歴史家アリアノス（政治家、歴史家のアリアノスとは別人）、文献学者ウルピアヌス（法律家ウルピアヌスとは別人）、医者のガレノス（医学者のガレノスとは別人）、キュニコス派の哲学者キュヌルコス（本名テオドロス）など。語り手たちが有名人の同名やあだ名となっているのは、アテナイオスの創作によるもの。名前が記されていない人物も含めると、宴の列席者は33人にのぼる。
頻繁に引用がされている点が特徴で、特にギリシア喜劇からの出典が多く、現在では本書でのみ確認できる文献も多い。哲学ではプラトンやアリストテレス（特に『動物誌』）、文芸ではホメーロス、歴史ではヘロドトスからの引用が多い。トゥキディデスの『戦史』の2倍近い長さとなっている理由の一つに、引用の長さと頻度の多さがあげられている。

## 内容

### 語られた主な人物、事物
- 葡萄酒
- ビール
- スープ
- 調味料
- 大食い
- 香油
- 酒宴
- 道化
- 抒情詩
- 古代ギリシアの音楽
- ディオニューソス祭
- ホメーロス

- 一夫一婦
- 一夫多妻
- 少年愛

- キュニコス派
- ピュタゴラス教団
- プトレマイオス4世
- アテナイ
- マケドニア王国
- スパルタ

## 日本語訳
- 『食卓の賢人たち』全5巻、柳沼重剛訳、京都大学学術出版会〈西洋古典叢書〉、1997年-2004年
- 『食卓の賢人たち』、柳沼重剛訳、岩波書店〈岩波文庫〉、1992年 - 抜粋版